# نفل حقلي
النفل الحقلي أو النفل النائم هو أحد الأنواع في جنس النفل من الفصيلة البقولية.

## الموئل والانتشار
ينتشر في بلاد الشام والمغرب العربي وقبرص ومالطة وتركيا والقوقاز وكل مناطق أوروبا من اليونان والبلقان إلى إسبانيا والبرتغال وشمالاً من إيرلندا وبريطانيا إلى فنلندا وروسيا.

## مرادفات للاسم العلمي
- (باللاتينية: Chrysaspis campestre Desv.)
- (باللاتينية: Chrysaspis campestris (Schreb.) Desv.)
- (باللاتينية: Trifolium agrarium sensu auct.)
- (باللاتينية: Trifolium agrarium "L., p.p.")
- (باللاتينية: Trifolium campestre var. campestre)
- (باللاتينية: Trifolium campestre var. lagrangei (Boiss.) Zohary)
- (باللاتينية: Trifolium erythranthum (Griseb.) Halacsy)
- (باللاتينية: Trifolium karatavicum Pavlov)
- (باللاتينية: Trifolium lagrangei Boiss.)
- (باللاتينية: Trifolium procumbens L.)
- (باللاتينية: Trifolium procumbens var. campestre DC.)
- (باللاتينية: Trifolium pseudoprocumbens C.C.Gmel.)
- (باللاتينية: Trifolium pumilum Hossain)
- (باللاتينية: Trifolium thionanthum Hausskn.)